# فیودروفکا (شهرستان فیودروف)
فیودروفکا  (به قزاقی: Фёдоровка، فيودوروۆكا) یک منطقهٔ مسکونی در قزاقستان است که در شهرستان فیودروف واقع شده‌است. فیودروفکا ۶٬۴۰۶ نفر جمعیت دارد.